# Concentrador

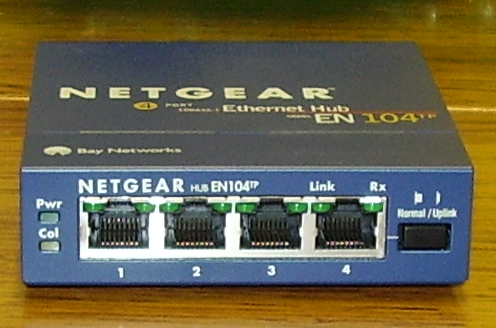
Concentrador de cuatro puertos Ethernet.

Un concentrador, también conocido como hub, es un dispositivo de red que permite centralizar diferentes nodos de una red de computadoras. Su función principal, establecer una conexión entre un número indefinido de computadoras y permitir el intercambio de datos. En cuanto al modelo OSI, actúan en la capa física (capa 1) o la capa de acceso al medio en el modelo TCP/IP. Esto significa que dicho dispositivo recibe una señal y repite esta señal emitiéndola por sus diferentes puertos (repetidor). 
En la actualidad, la tarea de los concentradores la realizan, con frecuencia, los conmutadores (switches).

## Información técnica
Una red Ethernet se comporta como un medio compartido, es decir, solo un dispositivo puede transmitir con éxito a la vez, y cada uno es responsable de la detección de colisiones y de la retransmisión. Con enlaces 10Base-T y 100Base-T (que generalmente representan la mayoría o la totalidad de los puertos en un concentrador) hay parejas separadas para transmitir y recibir, pero que se utilizan en modo half duplex el cual se comporta todavía como un medio de enlaces compartidos (véase 10Base-T para las especificaciones de los pines). 
Un concentrador es un dispositivo de emisión bastante fácil. Los concentradores no logran dirigir el tráfico que llega a través de ellos, y cualquier paquete de entrada es transmitido a otro puerto (que no sea el puerto de entrada). Dado que cada paquete está siendo enviado a través de cualquier otro puerto, aparecen las colisiones de paquetes como resultado, que impiden en gran medida la fluidez del tráfico. Cuando dos dispositivos intentan comunicar simultáneamente, ocurrirá una colisión entre los paquetes transmitidos, que los dispositivos transmisores detectan. Al detectar esta colisión, los dispositivos dejan de transmitir y hacen una pausa antes de volver a enviar los paquetes.
La necesidad de hosts para poder detectar las colisiones limita el número de centros y el tamaño total de la red. Para 10 Mbit/s en redes, de hasta 5 segmentos (4 concentradores) se permite entre dos estaciones finales. Para 100 Mbit/s en redes, el límite se reduce a 3 segmentos (2 concentradores) entre dos estaciones finales, e incluso solo en el caso de que los concentradores fueran de la variedad de baja demora. Algunos concentradores tienen puertos especiales (y, en general, específicos del fabricante) les permiten ser combinados de un modo que consiente encadenar a través de los cables Ethernet los concentradores más sencillos, pero aun así una gran red Fast Ethernet es probable que requiera conmutadores para evitar el encadenamiento de concentradores.
La mayoría de los concentradores detectan problemas típicos, como el exceso de colisiones en cada puerto. Así, un concentrador basado en Ethernet, generalmente es más robusto que el cable coaxial basado en Ethernet. Incluso si la partición no se realiza de forma automática, un concentrador de solución de problemas la hace más fácil, ya que las luces pueden indicar el posible problema de la fuente. Asimismo, elimina la necesidad de solucionar problemas de un cable muy grande con múltiples tomas.

## Concentradores de doble velocidad
Los concentradores sufrieron el problema de que como simples repetidores solo podían soportar una única velocidad. Mientras que las computadoras personales normales con ranuras de expansión podrían ser fácilmente actualizados a Fast Ethernet con una nueva tarjeta de red, máquinas con menos mecanismos de expansión comunes, como impresoras, pueden ser costosas o imposibles de actualizar. Por lo tanto, un punto medio entre concentrador y conmutador es conocido como concentrador de doble velocidad. 
Este tipo de dispositivos consiste fundamentalmente en dos concentradores (uno de cada velocidad) y dos puertos puente entre ellos. Los dispositivos se conectan al concentrador apropiado automáticamente, en función de su velocidad. Desde el puente solo se tienen dos puertos, y solo uno de ellos necesita ser de 100 Mb/s.

## Usos
Históricamente, la razón principal para la compra de concentradores en lugar de los conmutadores era el precio. Esto ha sido eliminado en gran parte por las reducciones en el precio de los conmutadores, pero los concentradores aún pueden ser de utilidad en circunstancias especiales: 
- Un analizador de protocolo conectado a un conmutador no siempre recibe todos los paquetes, ya que desde que el conmutador separa a los puertos en los diferentes segmentos. En cambio, la conexión del analizador de protocolos con un concentrador permite ver todo el tráfico en el segmento. Por otra parte, los conmutadores caros pueden ser configurados para permitir a un puerto escuchar el tráfico de otro puerto (lo que se denomina puerto de duplicado); sin embargo, esto supone un gasto mucho más elevado que si se emplean concentradores. Permite conectar entre sí otros equipos.

- Algunos grupos de computadoras o clúster, requieren cada uno de los miembros del equipo para recibir todo el tráfico que trata de ir a la agrupación. Un concentrador hará esto, naturalmente; usar un conmutador en estos casos, requiere la aplicación de trucos especiales.

- Cuando un conmutador es accesible para los usuarios finales para hacer las conexiones, por ejemplo, en una sala de conferencias, un usuario inexperto puede reducir la red mediante la conexión de dos puertos juntos, provocando un bucle. Esto puede evitarse usando un concentrador, donde un bucle se romperá en el concentrador para los otros usuarios (también puede ser impedida por la compra de conmutadores que pueden detectar y hacer frente a los bucles, por ejemplo mediante la aplicación de Spanning Tree Protocol).

- Un concentrador barato con un puerto 10-Base-2 es probablemente la manera más fácil y barata para conectar dispositivos que solo soportan 10-Base-2 a una red moderna (no suelen venir con los puertos 10-Base-2 conmutadores baratos).